# Diana Ross
Diana Ross (n. 26 martie 1944, Detroit, Michigan, SUA) este o cântăreață câștigătoare a 12 premii Grammy, producătoare muzicală și actriță americană nominalizată la premiile Oscar, al cărei repertoriu include piese R&B, soul, pop, disco și jazz. A debutat alături de formația The Supremes în anii '60, lansându-se solo la începutul anilor '70. De la începutul carierei cu The Supremes și până acum, Diana Ross a vândut peste 100 de milioane de înregistrări.

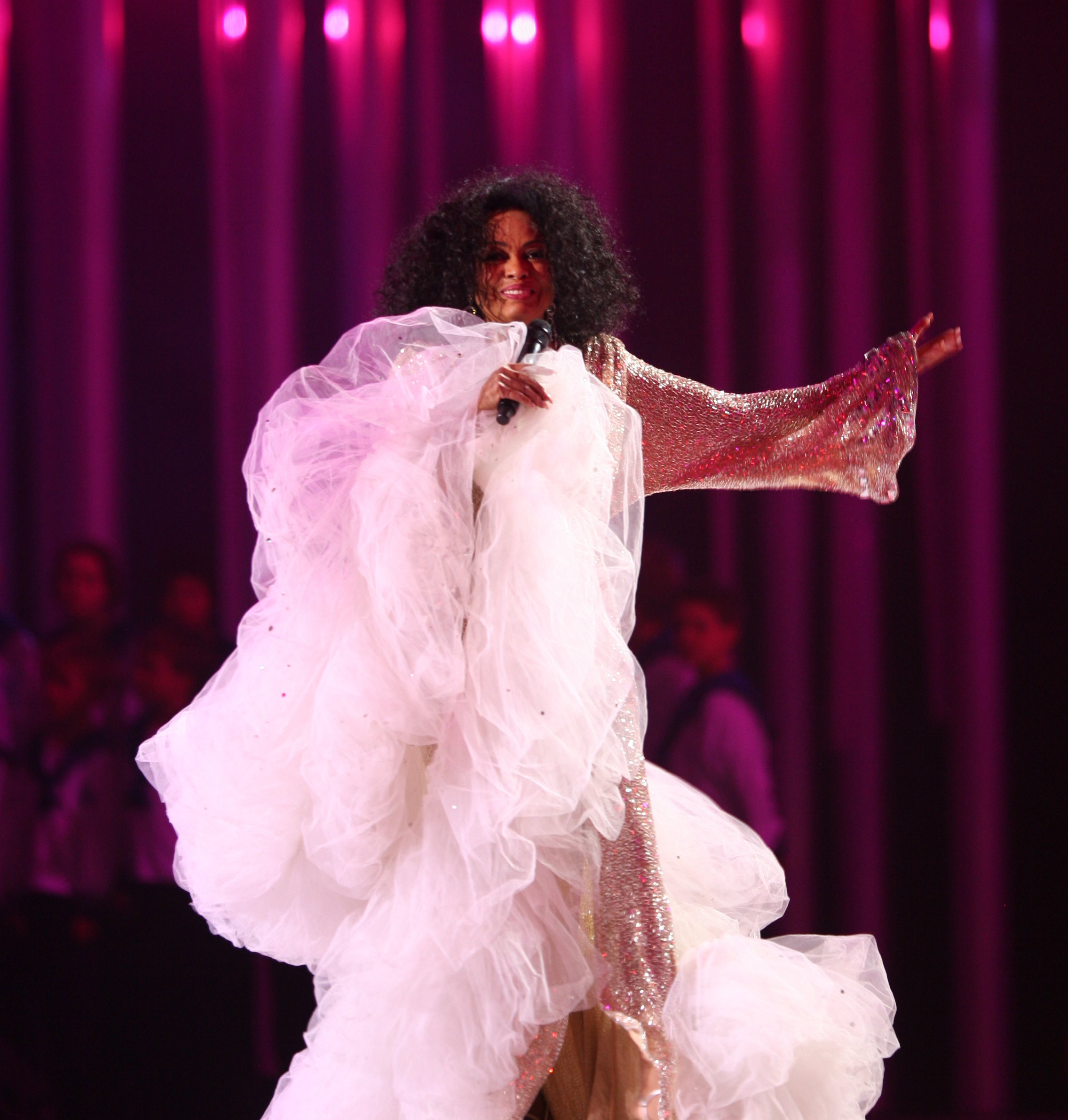
Diana Ross la Concertul Premiului Nobel pentru Pace, 2008

## Discografie

### Albume de studio
- Diana Ross (1970)
- Everything Is Everything (1970)
- Surrender (1971)
- Touch Me in the Morning (1973)
- Diana & Marvin (cu Marvin Gaye) (1973)
- Last Time I Saw Him (1973)
- Diana Ross (1976)
- Baby It's Me (1977)
- Ross (1978)
- The Boss (1979)
- Diana (1980)
- Why Do Fools Fall in Love (1981)
- Silk Electric (1982)
- Ross (1983)
- Swept Away (1984)
- Eaten Alive (1985)
- Red Hot Rhythm & Blues (1987)
- Workin' Overtime (1989)
- The Force Behind the Power (1991)
- A Very Special Season (1994)
- Take Me Higher (1995)
- Every Day Is a New Day (1999)
- Blue (2006)
- I Love You (2006)

### Albume coloană sonoră
- Diana! (1971)
- Lady Sings the Blues (1972)
- Mahogany (1975)
- The Wiz (1978)
- Endless Love: Original Motion Picture Soundtrack (1981)

### Albume live
- Live at Caesars Palace (1974)
- An Evening with Diana Ross (1977)
- Greatest Hits Live (1989)
- Stolen Moments: The Lady Sings... Jazz and Blues (1993)
- Christmas in Vienna (cu Plácido Domingo și José Carreras) (1993)